# Mîhailove, Kotelva
Mîhailove (în ucraineană Михайлове) este un sat în așezarea urbană Kotelva din regiunea Poltava, Ucraina.

## Demografie
Componența lingvistică a localității Mîhailove
     Ucraineană (99,5%)
     Alte limbi (0,5%)
Conform recensământului din 2001, majoritatea populației localității Mîhailove era vorbitoare de ucraineană (99,5%), existând în minoritate și vorbitori de alte limbi.